# 下崙福安宮
下崙福安宮，是位在雲林縣口湖鄉崙中村福安路22號的王爺神廟宇，主祀丁府八千歲、金府千歲、龍府千歲。
為台灣的丁府八千歲的開基祖廟，草創於清乾隆元年（1736年），至清同治九年（1870年），將草廟翻修興建為磚瓦廟宇，同時也供村民作為塾學之所，民國五十一年（1962年），村民們再度倡議重建廟宇，而沿用至迄今。據媒體報導，常協助信徒尋回愛車的事蹟而聞名全台，可說是「頂港有名聲，下港有出名」，故有「尋車王爺」的名號，使福安宮也因此遠近馳名，更加香火鼎盛，都是村民茶餘飯後津津樂道的話題。